# Museo Arqueológico de la Antigua Corinto
El Museo Arqueológico de la Antigua Corinto, ubicado en la Antigua Corinto, en la región del Peloponeso, es uno de los museos de Grecia. 

## Historia del museo
El edificio del museo fue construido entre 1931 y 1932 bajo el patrocinio de la Escuela Estadounidense de Estudios Clásicos. Posteriormente, entre 1950 y 1953, se añadió una nueva ala al museo. En 1990 sufrió un importante robo de 285 piezas, pero la mayoría fueron recuperadas en Estados Unidos casi una década después y devueltas al museo en 2001. A partir de 2007 se inició un nuevo proceso de renovación de parte de las exposiciones del museo que se completó en 2016.

## Colecciones
El museo contiene una colección de objetos procedentes de yacimientos arqueológicos de la zona de la Antigua Corinto de periodos comprendidos entre la prehistoria y la época bizantina.
De la prehistoria se pueden encontrar objetos procedentes de la colina de Koraku, en Corinto; de la colina de Ziguries; de la antigua Corinto y de Goniá.
Otra sala está dedicada al apogeo de Corinto como ciudad-estado. Aquí se exponen dos kuros procedentes de la cueva de Klenia, cerca de la antigua Tenea y, por otro lado, diferentes objetos y material audiovisual que ilustran aspectos como cultura, actividad comercial, espacios de culto, arte, vida cotidiana y acontecimientos bélicos de este periodo. 
Otra área de exposición se dedica principalmente a los hallazgos procedentes del santuario de Asclepio de la ciudad. Entre ellos se encuentran ofrendas votivas de figuras de arcilla que representan miembros humanos como pies, piernas y brazos que pertenecen principalmente a los siglos IV y III a. C. En este sector se encuentran también lápidas pertenecientes a una necrópolis paleocristiana adyacente del periodo bizantino (siglos V-VI).
Por otra parte están los hallazgos de época romana, entre los que destacan esculturas y mosaicos; junto a ellos se exponen objetos de época bizantina y de la época en la que Corinto estuvo bajo dominio de los francos. Una sección aparte está formada por 274 objetos que fueron robados en 1990 y regresaron al museo desde Estados Unidos diez años después. 
El patio del museo acoge una colección de estatuas de época romana, así como elementos arquitectónicos de diversos edificios —entre ellos los de una antigua sinagoga judía— e inscripciones epigráficas griegas y romanas.
Entre los objetos expuestos más destacados, además de los kuros de la cueva de Klenia antes citados, que pertenecen al siglo VI a. C., están el «sarcófago de Jiliomodi», también del siglo VI a. C., que contiene una pintura muy singular donde se representan dos leones; la estatua llamada «león de Koraku», que formaba parte de un monumento funerario y una Esfinge de época arcaica.

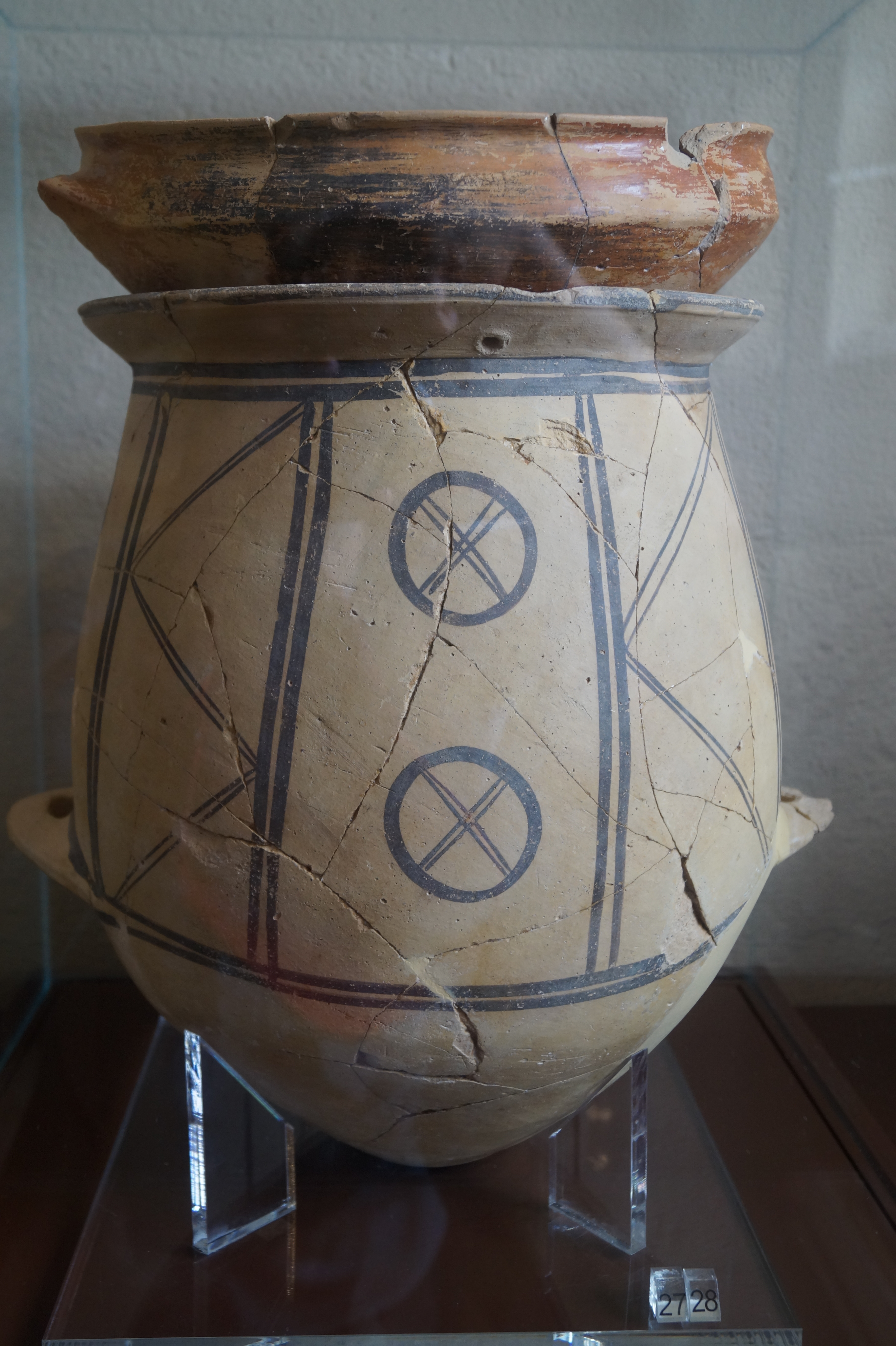
Jarra funeraria que contenía dos enterramientos infantiles, del periodo heládico medio.
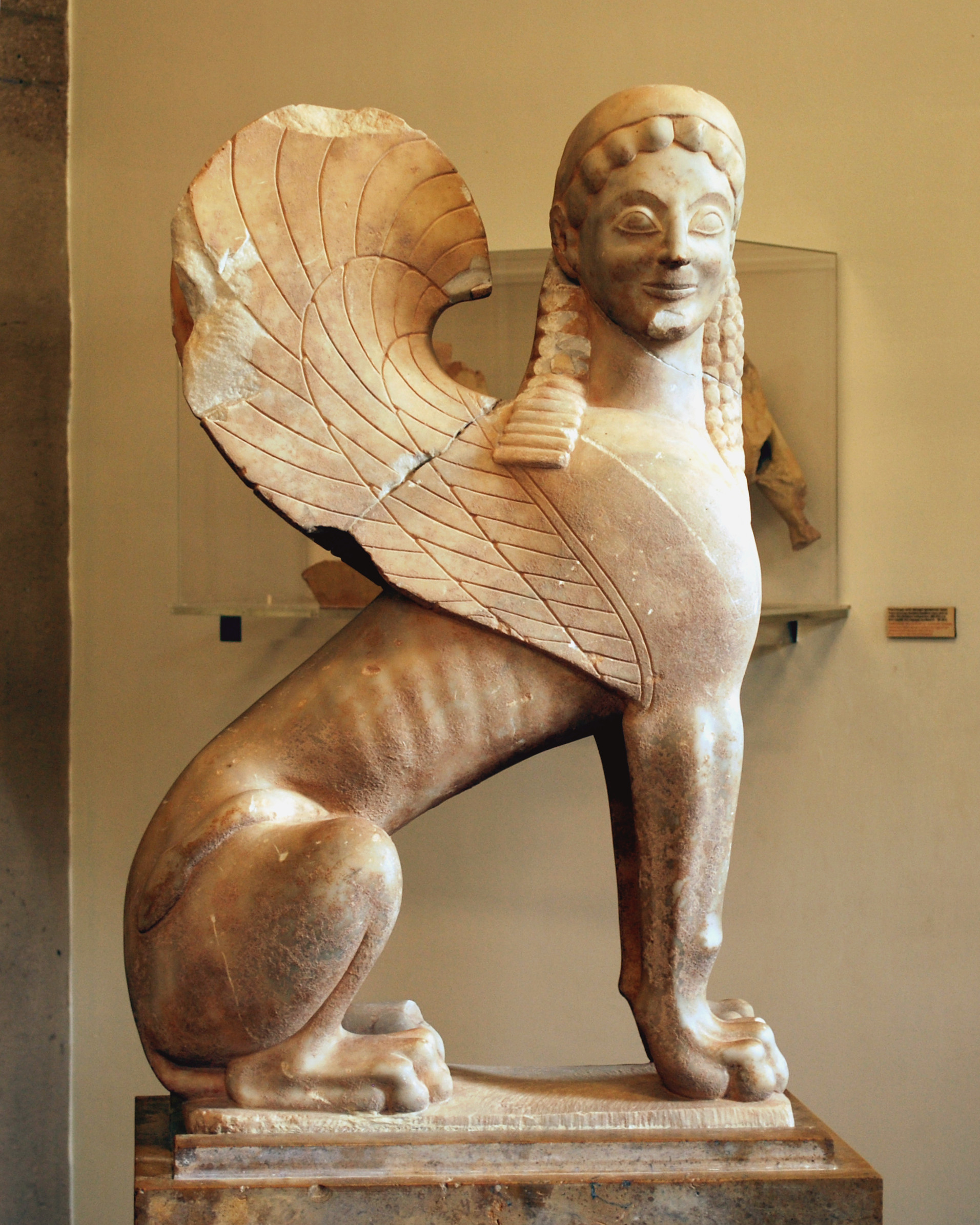
Esfinge de la época arcaica.
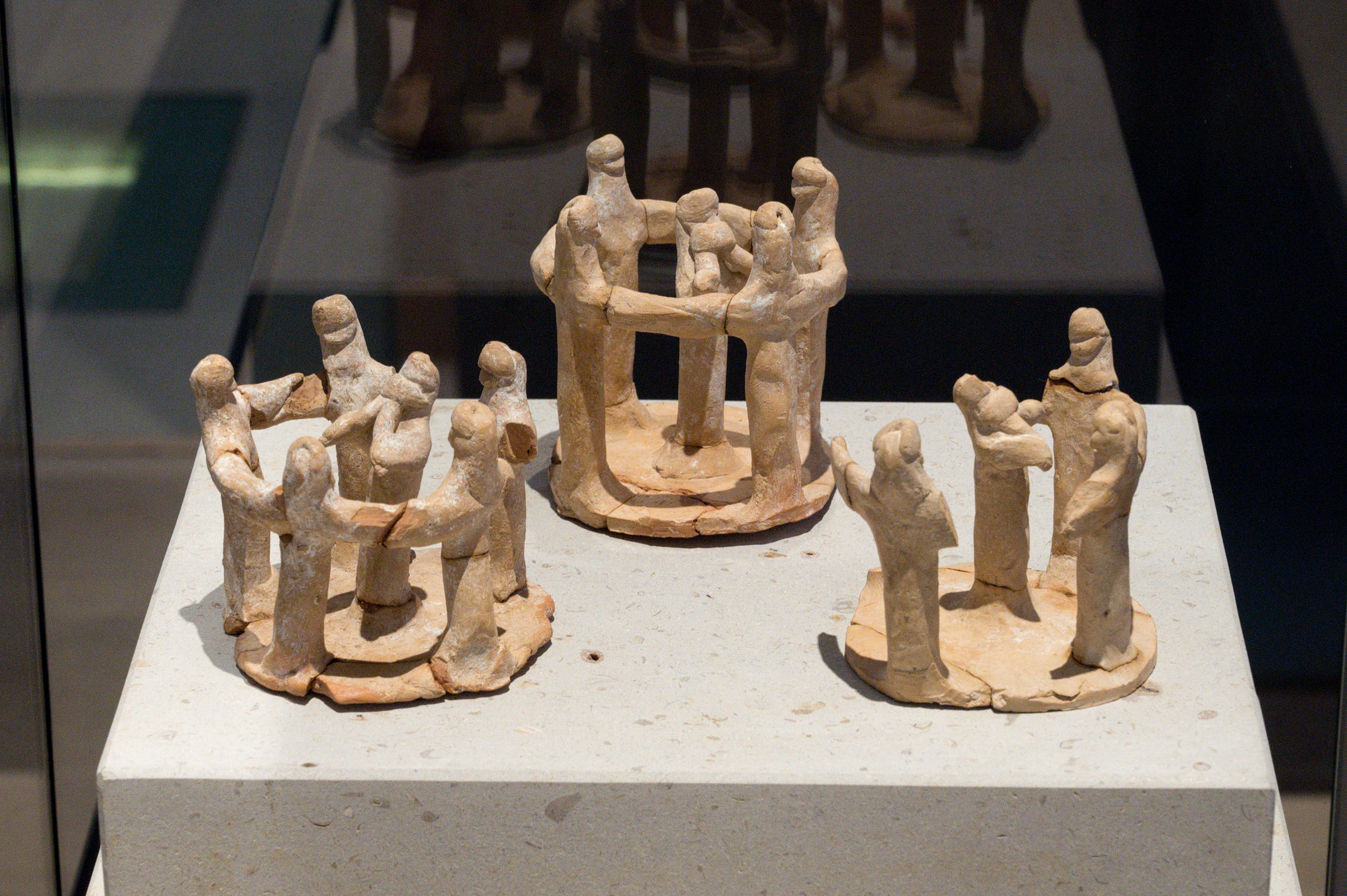
Figurillas de terracota que representan a mujeres danzando (siglo VI a. C.)
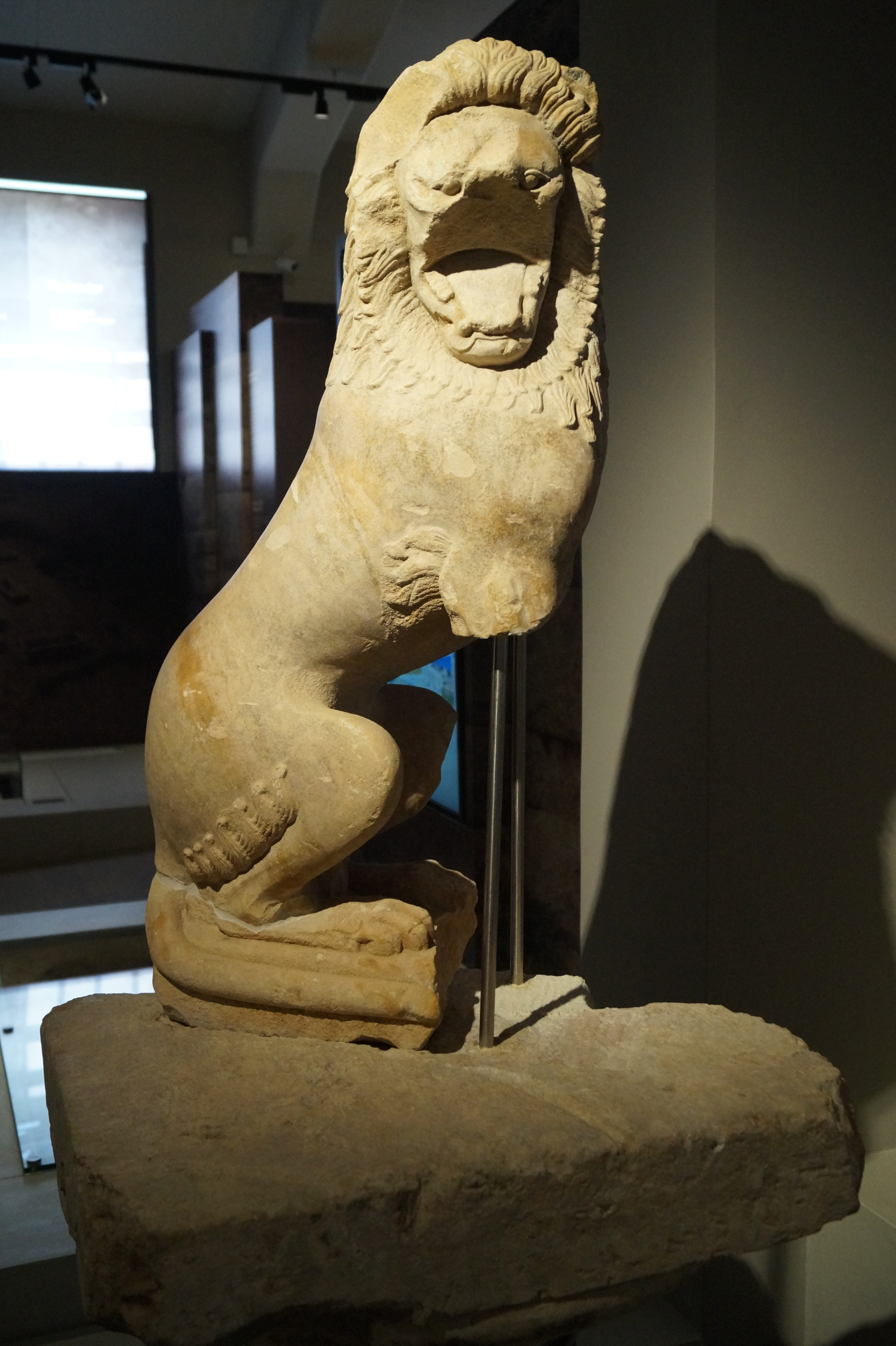
León de Koraku.
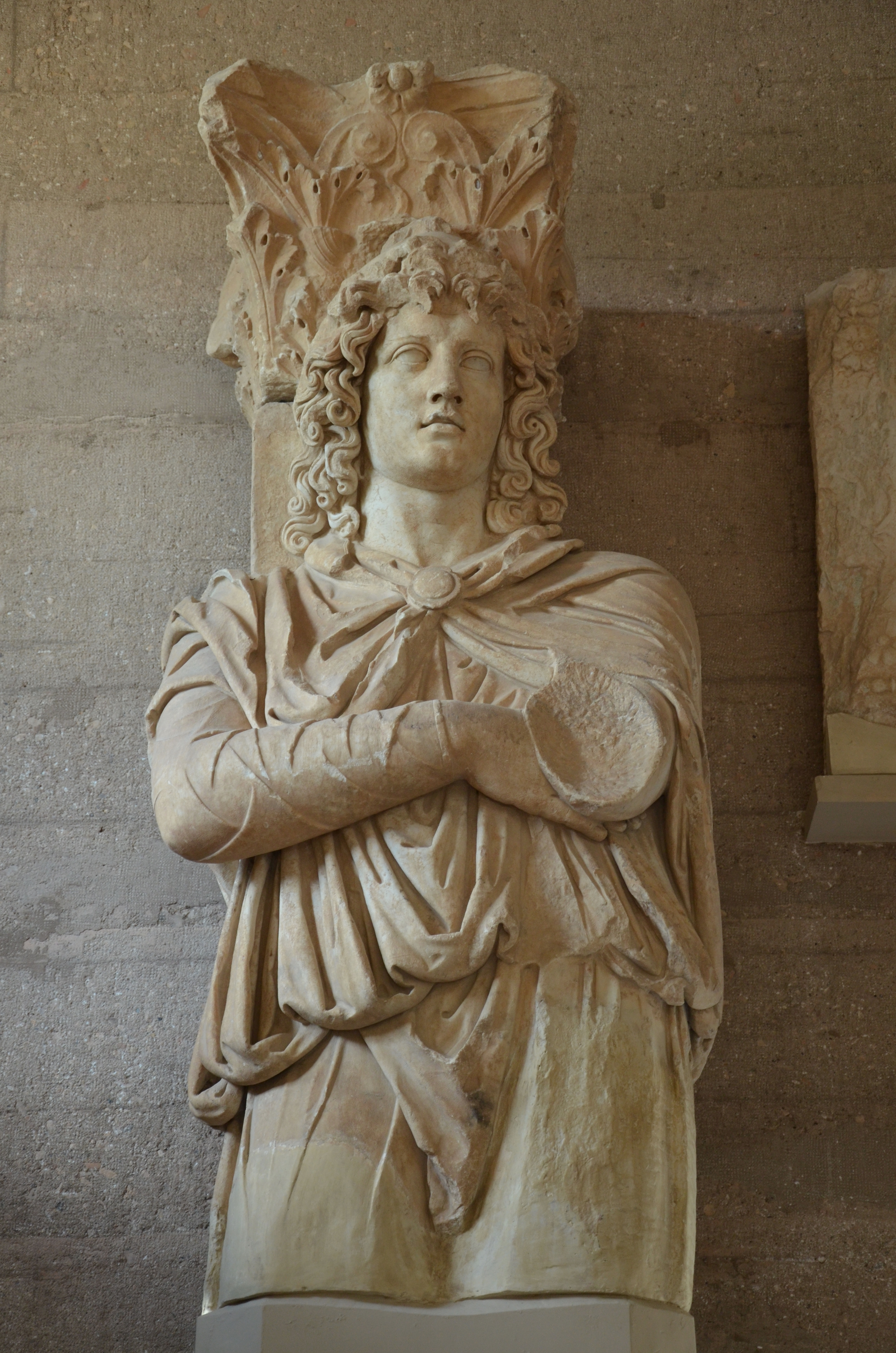
Estatua colosal de un cautivo frigio, del siglo II.